# Araeophylla africanella
Araeophylla africanella är en fjärilsart som beskrevs av Antonius Johannes Theodorus Janse 1951. Araeophylla africanella ingår i släktet Araeophylla och familjen stävmalar. Inga underarter finns listade i Catalogue of Life.